# Malva Schalek
Malva Schalek, née Malvina Schalková, née le 18 février 1882 à Prague alors en Tchécoslovaquie et morte le  24 mars 1945 à Auschwitz, est une artiste peintre tchèque d'origine juive.

## Biographie
Malva Schalek est née à Prague dans une famille intellectuelle juive germanophone active dans le mouvement national tchèque. Elle va à l'école à Prague, étudie les beaux-arts, d'abord à l'académie féminine de Munich et ensuite en cours privé à Vienne. Elle gagne sa vie comme peintre à Vienne, dans son atelier au-dessus du Théâtre de Vienne, jusqu'en juillet 1938, quand elle est contrainte de fuir l'arrivée des Nazis, laissant ses peintures derrière elle. Seulement 30 œuvres de cette période ont été retrouvées ; deux sont au Musée historique de Vienne. L'une d'elles, un portrait de l'acteur Maw Pallenberg, a été retournée à sa famille dans le cadre des restitution des biens spoliés.
Elle a été déportée au camp de concentration de Theresienstadt en février 1942, où elle réalise plus de 100 dessins et aquarelles témoignant de la vie quotidienne dans le camp. Parce qu'elle a refusé de faire le portrait d'un collaborateur, elle est déportée à Auschwitz le 18 mai 1944, où elle meurt le 24 mars 1945.

## Œuvre
Son œuvre, en particulier ses dessins du camp Theresienstadt, est caractérisée par un sobre réalisme. Retrouvées à la libération, la plupart de ses œuvres sont maintenant au musée de la maison des combattants du ghetto  dans le kibboutz Lohamei HaGeta'ot en Israel.

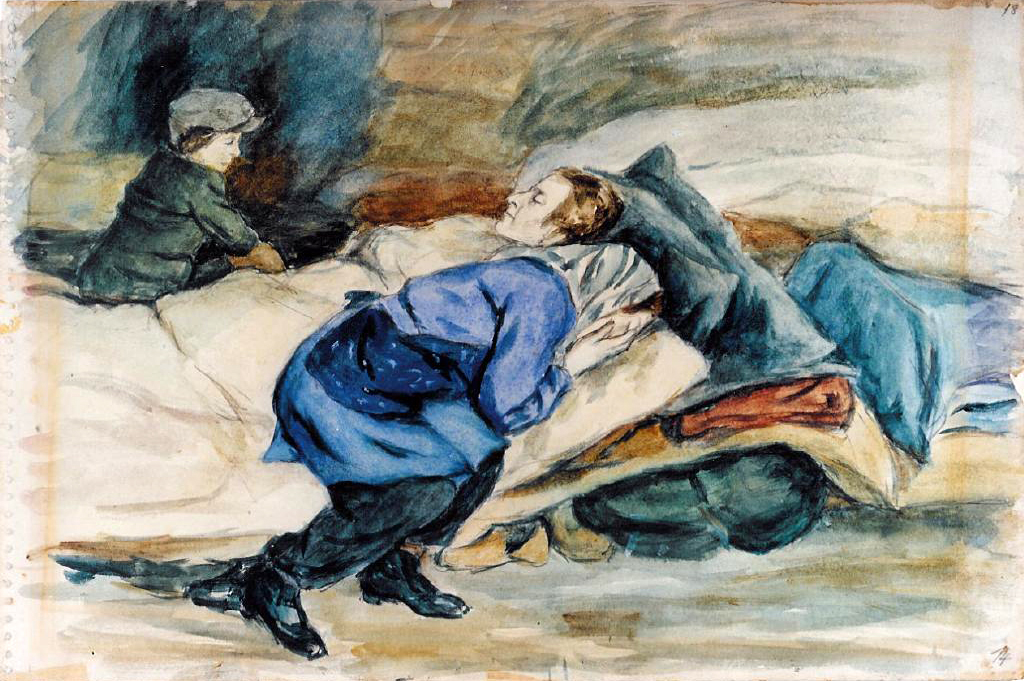
Arrivée à Theresienstadt
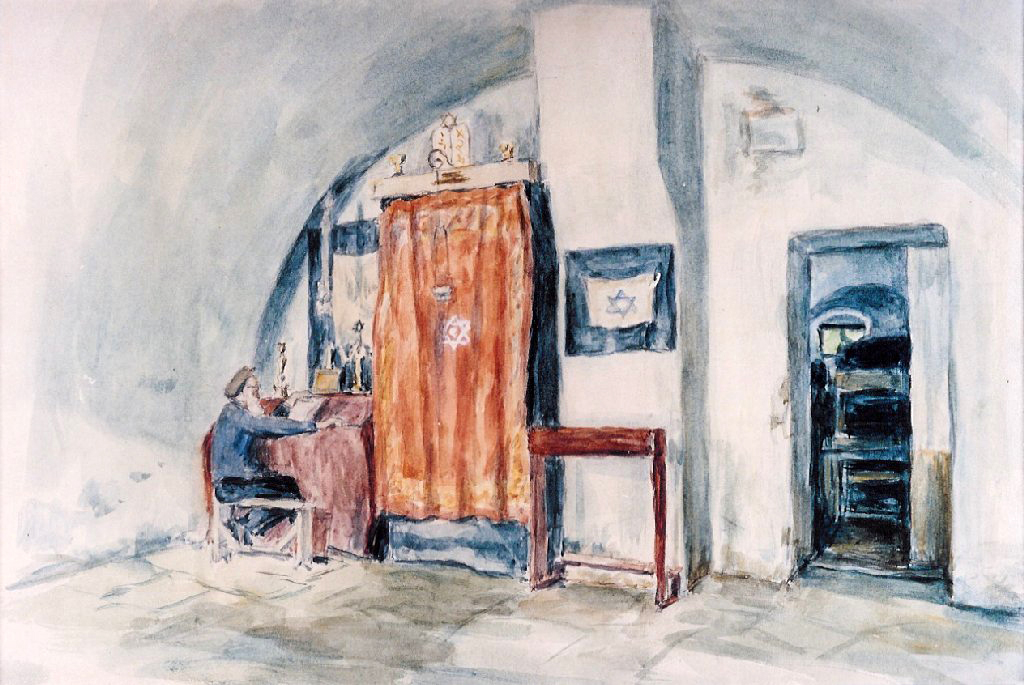
Synagogue à Theresienstadt
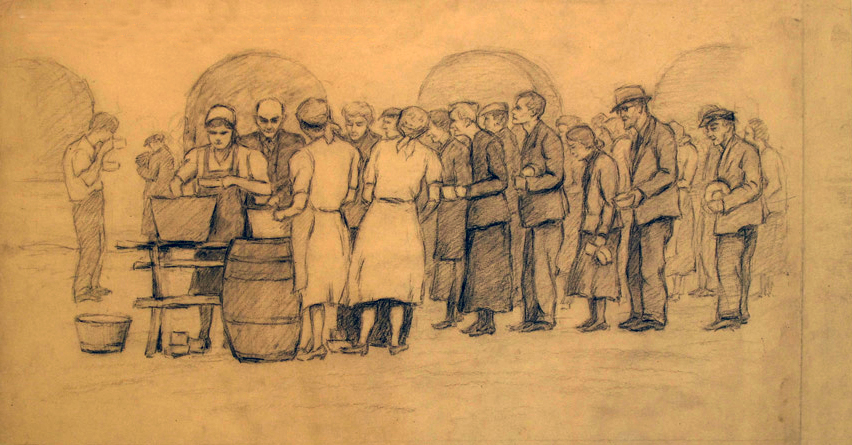
Queue pour la nourriture dans le ghetto de Theresienstadt